# One More Megabyte
One More Megabyte är ett album av punkbandet Toy Dolls, utgivet i augusti 1997.

## Låtlista
1. "Mega Intro" - 0:56
2. "One More Megabyte" - 2:36
3. "I'm a Lonely Bastard" - 2:33
4. "She's a Leech" - 2:36
5. "Me N' John Williams" - 4:12
6. "She'll Be Back With Keith Someday" - 3:03
7. "I'm Gonna Be (500 Miles)" - 2:58
8. "Bachelor Boy - When Gary Married Melanie" - 3:39
9. "Fred Olivier" - 2:30
10. "In Tommy's Head" - 2:21
11. "Bored Housewife" - 2:11
12. "The Memory of Nobby" - 3:55
13. "The Devil Went Down to Scunthorpe" - 3:24
14. "Mega Outro" - 1:20